# Sentinel-2B
Sentinel-2B — європейський супутник спостереження, який був запущений 7 березня 2017. Це другий супутник серії Sentinel-2, запущений у рамках програми Європейського космічного агентства «Коперник», фаза його орбіти буде відрізнятися на 180° градусів від Sentinel-2А, запущеного 2015 року. Супутник має на борту ширококутовий багатозональний спектрометр високої роздільности із 13 спектрами. Він буде надавати інформацію для сільського та лісового господарства, що дозволить прогнозувати врожайність.

## Історія місії
Контракт вартістю €105 млн на побудову супутника був підписаний у березні 2010 року директором ESA з програми спостереження за Землею і виконавчим директором Astrium Satellites. У червні 2016 контракт було виконано. У той же місяць супутник транспортували до Європейського космічного центру досліджень і технологій для тестування.

### Передпускова підготовка
Космічний корабель прибув на космодром Куру (Guiana Space Centre) 6 січня 2017 для подальших передпольотних підготовчих робіт.

### Запуск
Запуск було здійснено о 1:49:24 UTC 7 березня 2017. Супутник вийшов на свою робочу орбіту о 2:47:21 UTC.